# Абетти (лунный кратер)
Кратер Абетти (лат. Abetti) — небольшой ударный кратер в юго-восточной части Моря Ясности на видимой стороне Луны. Название присвоено в честь итальянских астрономов Антонио Абетти (1846—1928) и Джорджо Абетти (1882—1982), утверждено Международным астрономическим союзом в 1976 г.

## Описание кратера

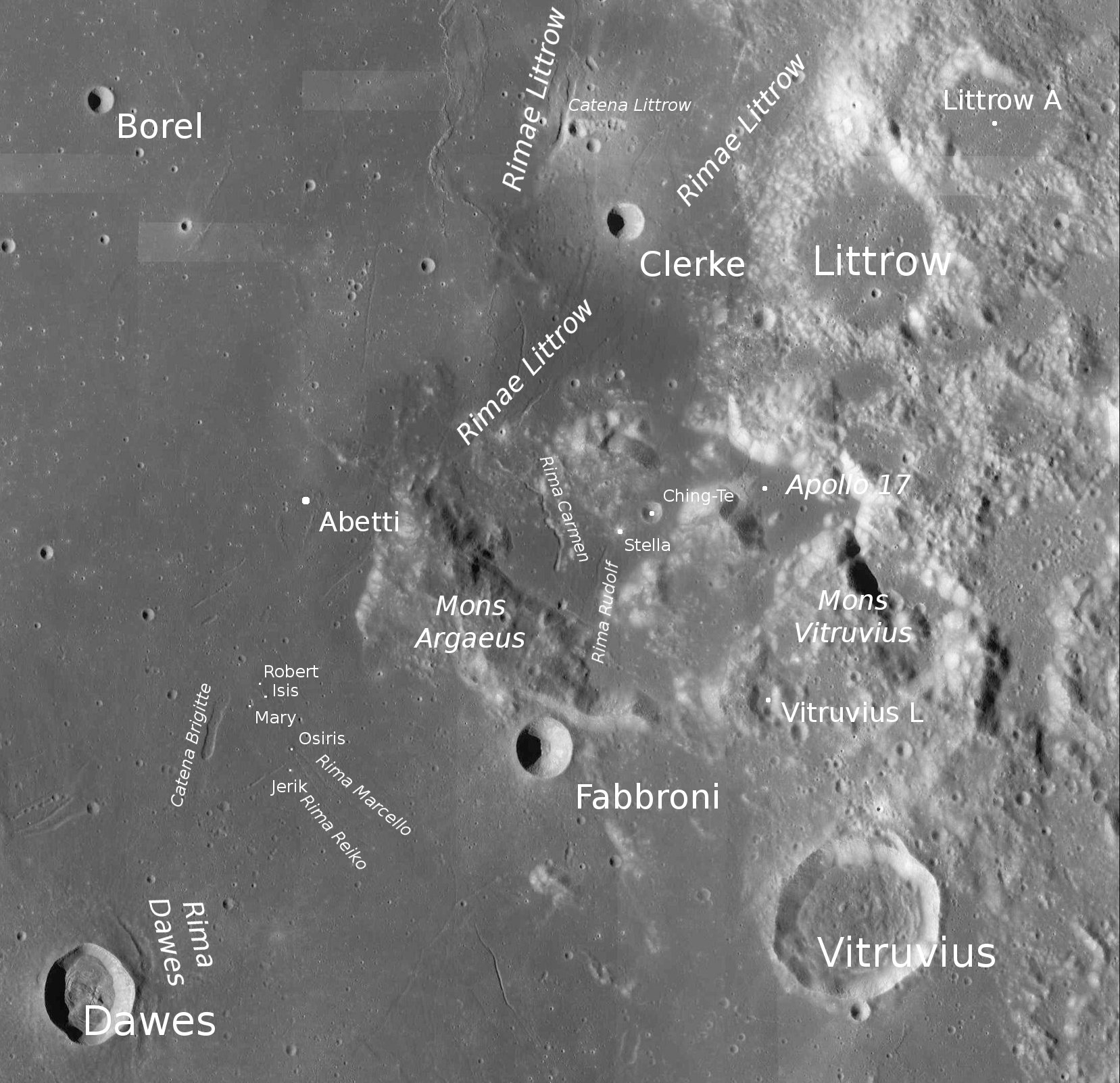
Окрестности кратера Абетти. Снимок зонда Lunar Reconnaissance Orbiter.

На юго-востоке от кратера находится пик Аргея. На юго-юго-западе от кратера располагается кратер Дауэс, на юго-востоке кратер Фаброни и далее кратер Витрувий. На северо-востоке от кратера находятся борозды Литтрова; на востоке борозда Кармен; на юго-востоке борозда Рудольфа. Селенографические координаты центра кратера 20°07′ с. ш. 27°49′ в. д. / 20,11° с. ш. 27,82° в. д., диаметр 1,6 км.
Кратер относится к так называемым призрачным кратерам, он полностью затоплен лавой и над поверхностью Моря Ясности выступает лишь небольшое кольцевое возвышение на месте, где располагался вал кратера. Наибольшая высота вала над окружающей местностью составляет 50 м. Вследствие этого кратер различим только при низких углах освещения Солнцем.
Следует отметить, что на различных картах указано различное месторасположение кратера, то есть вопрос о том, какая структура подразумевается под этим названием, полностью не закрыт.

## Сателлитные кратеры
Отсутствуют